# Dio – Distraught Overlord
DIO — Distraught Overlord (яп. ディオ) (рус. Обезумевший повелитель от англ. Overlord - господин, владыка, повелитель, сьюзерен) — японская дэт-метал-группа. Является одной из наиболее популярных visual kei групп в Европе. Главной своей целью в творчестве участники называют создание музыки без каких либо стереотипов, соединяя тяжесть с красотой звучания. На фоне других групп kote kei выделяется тяжестью звучания не свойственному этому направлению

## История
Dio начали в 2005 году под названием Baby Santa. Примерно через полгода они решили сменить название на Dio.
Тогда Dio состояла только из 4 человек: вокалиста Mikaru, гитаристов Kei и Erina и басиста Ivy. В первые несколько месяцев с ними играл временный ударник, который вскоре был заменен Denka.
В январе участники группы объявили, что распускают группу, чтобы впоследствии создать новую с другим звучанием.

## Интересные факты
- Участники группы называют своими любимыми музыкальными направлениями дэт и трэш-метал, в том числе группы Slipknot, Metallica, Cannibal Corpse, In Flames и Arch Angel.

## Состав
- Mikaru — вокал
- Kai — гитара
- Erina — гитара
- Ivy — бас-гитара
- Denka — ударные

## Дискография
- 2009-09-08 UNTITLED CD mini-album
- 2009-08-05 UNTITLED CD maxi-single
- 2008-12-26 DICTATOR CD + DVD album
- 2008-08-06 Carry Dawn CD + DVD maxi-single
- 2008-02-27 Heaven’s Call CD + DVD mini-album
- 2007-10-10 Byakuya ni Moyuru Hana ~Nanji, Ware wa Zennou no Mono Nari~ 白夜二燃ユル花～汝、我は全能の者也～ CD + DVD maxi-single
- 2007-08-08 Embrace of Distraught DVD concert
- 2007-05-09 Byakuya ni Moyuru Hana ~Shi to byoudou no tsumi no naka de~ 白夜二燃ユル花～死と平等の罪の中で～ CD + DVD maxi-single
- 2006-12-09 Byakuya ni Moyuru Hana 白夜ニ燃ユル花 CD + DVD maxi-single
- 2006-05-14 Garasu no umi 硝子の海 CD single

### дискография: Америка
- 2009-01-01 DICTATOR CD + DVD album

### дискография: Европа
- 2008-10-07 Heaven’s Call CD + DVD mini-album
- 2008-05-31 Heaven’s Call